# Bühlertal
Bühlertal es un municipio alemán perteneciente al distrito de  Rastatt en el estado federado de Baden-Wurtemberg. Se extiende a través del valle del río Bühler y de valles laterales en las laderas occidentales de la Selva Negra Septentrional en la transición hacia la llanura del Rin Superior. El municipio Bühlertal es mencionado por vez primera en un documento escrito del año 1301.

Bühlertal
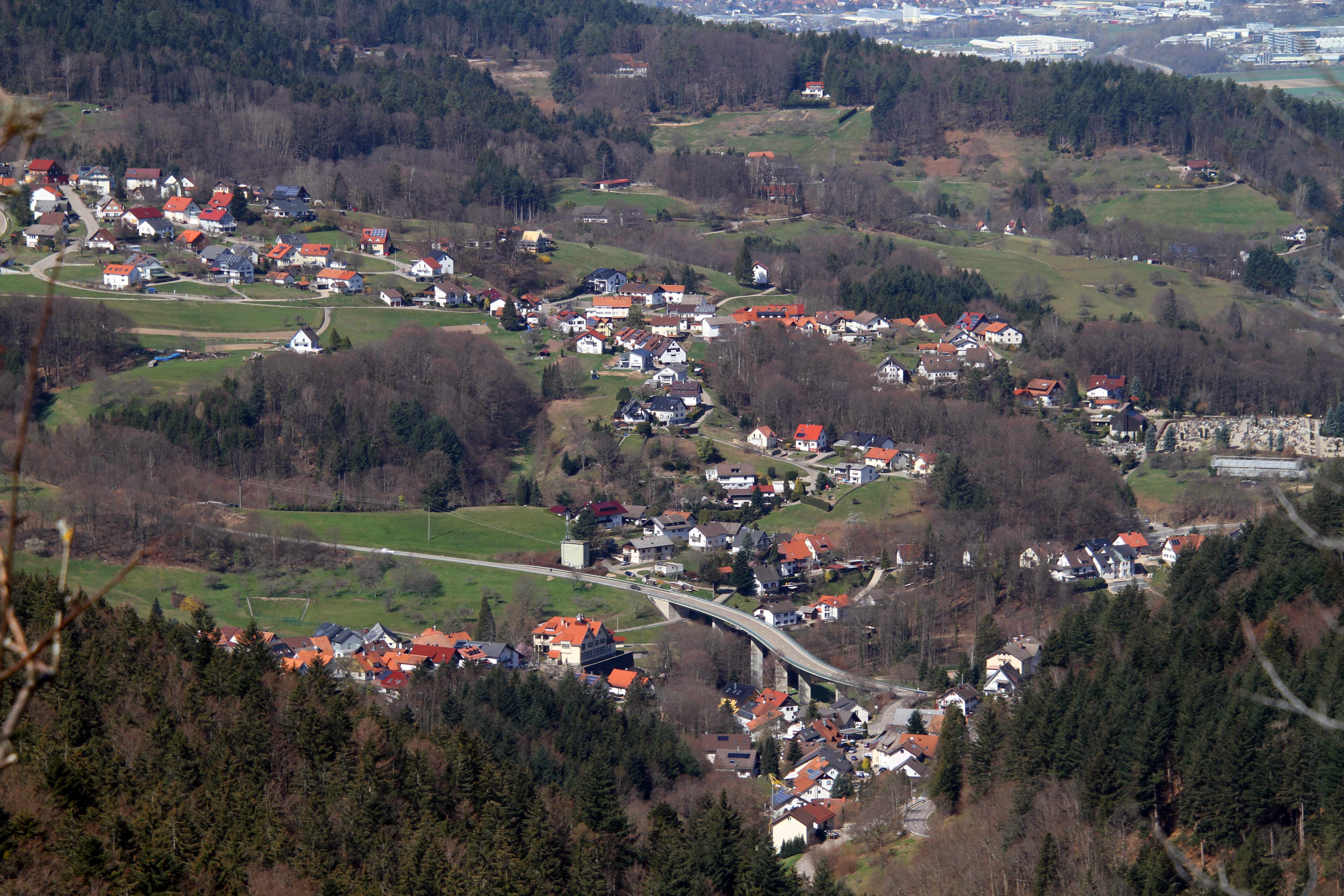
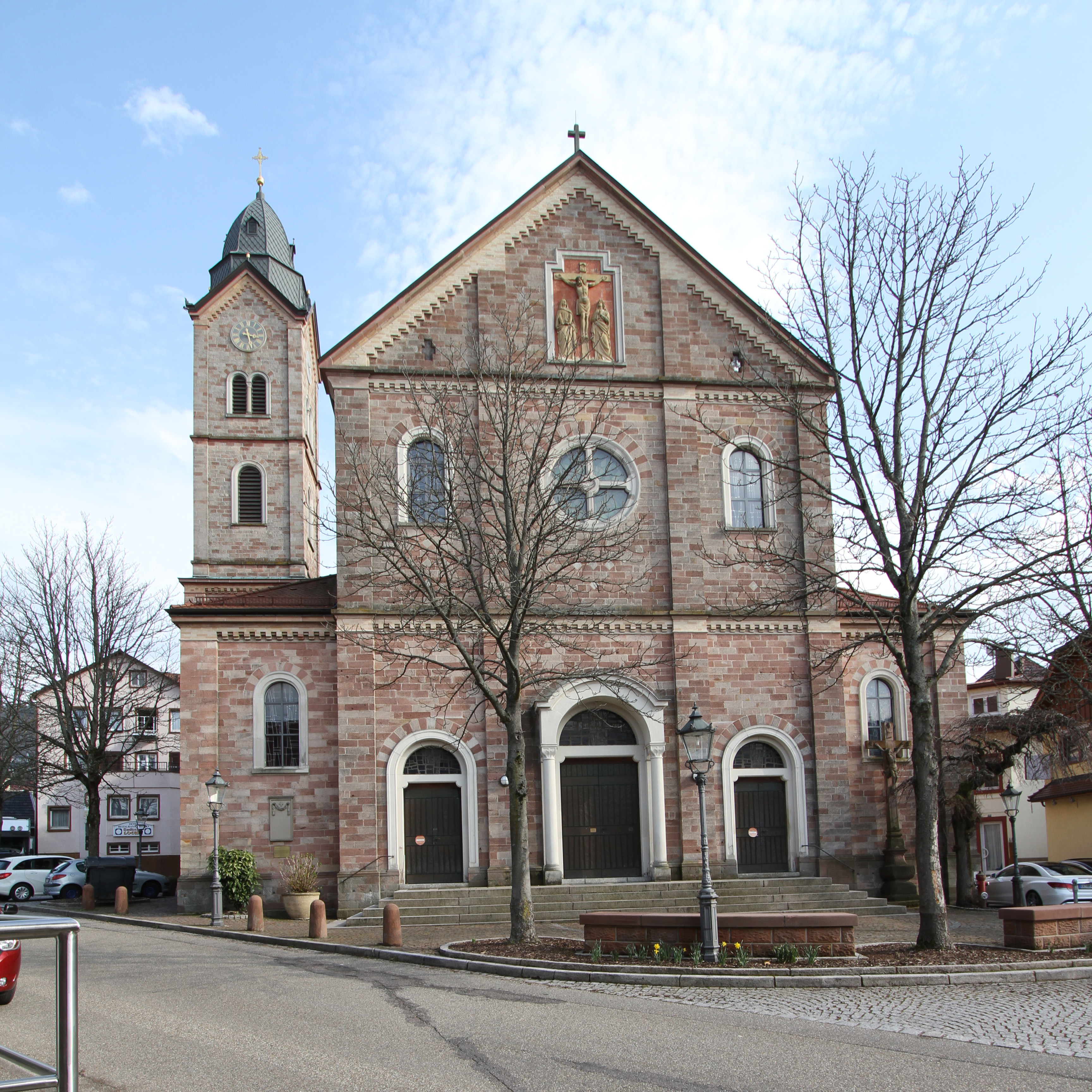
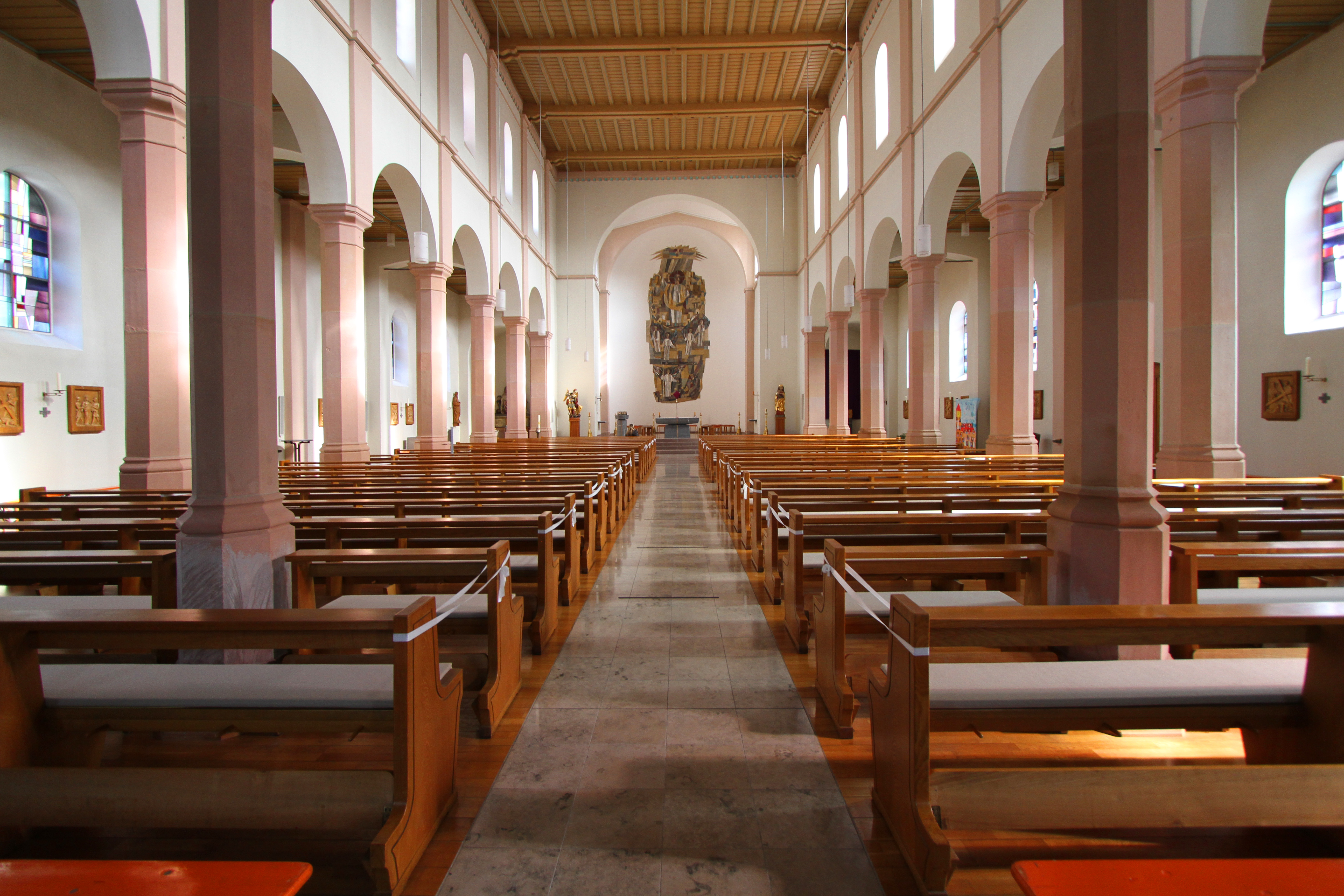
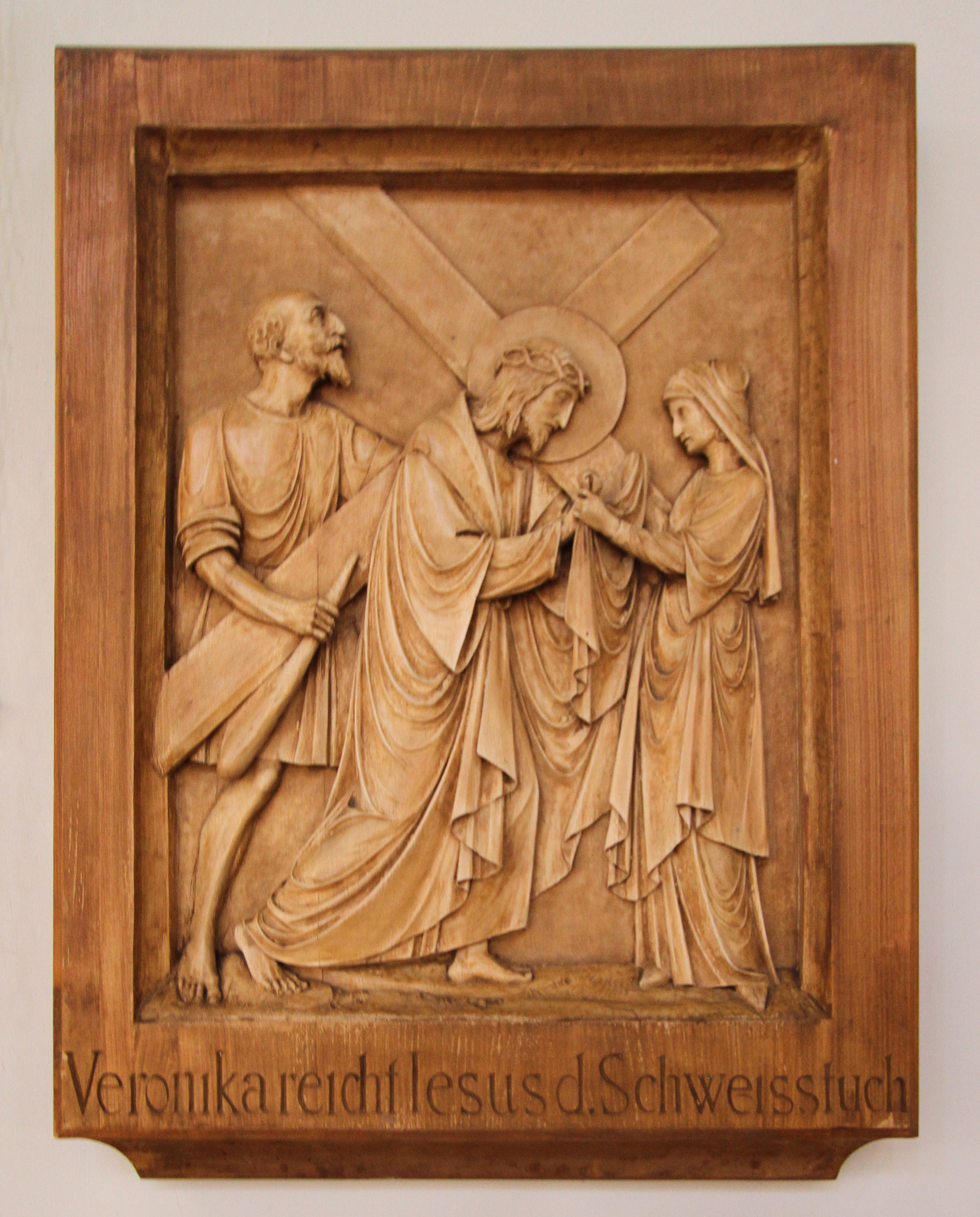
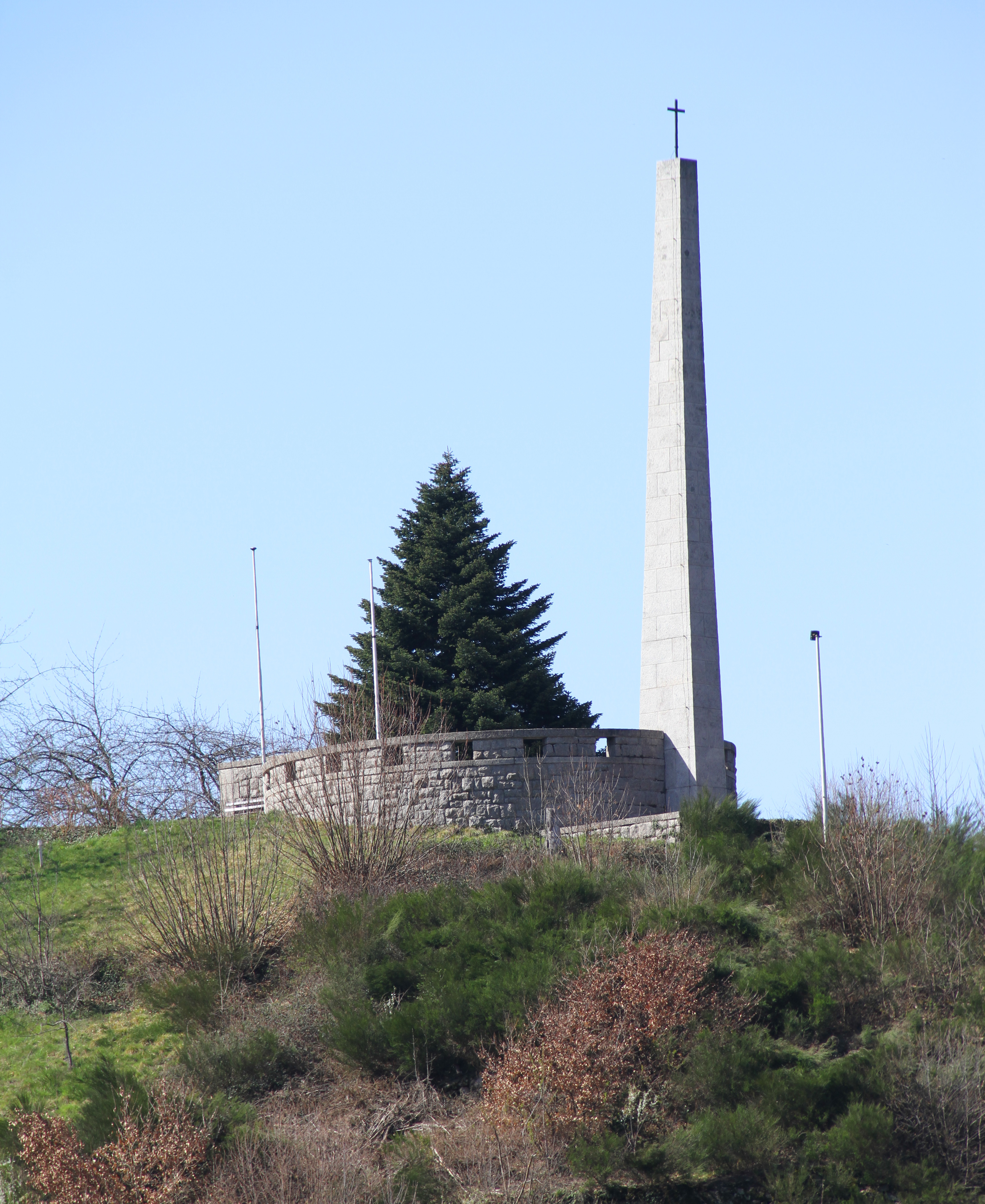
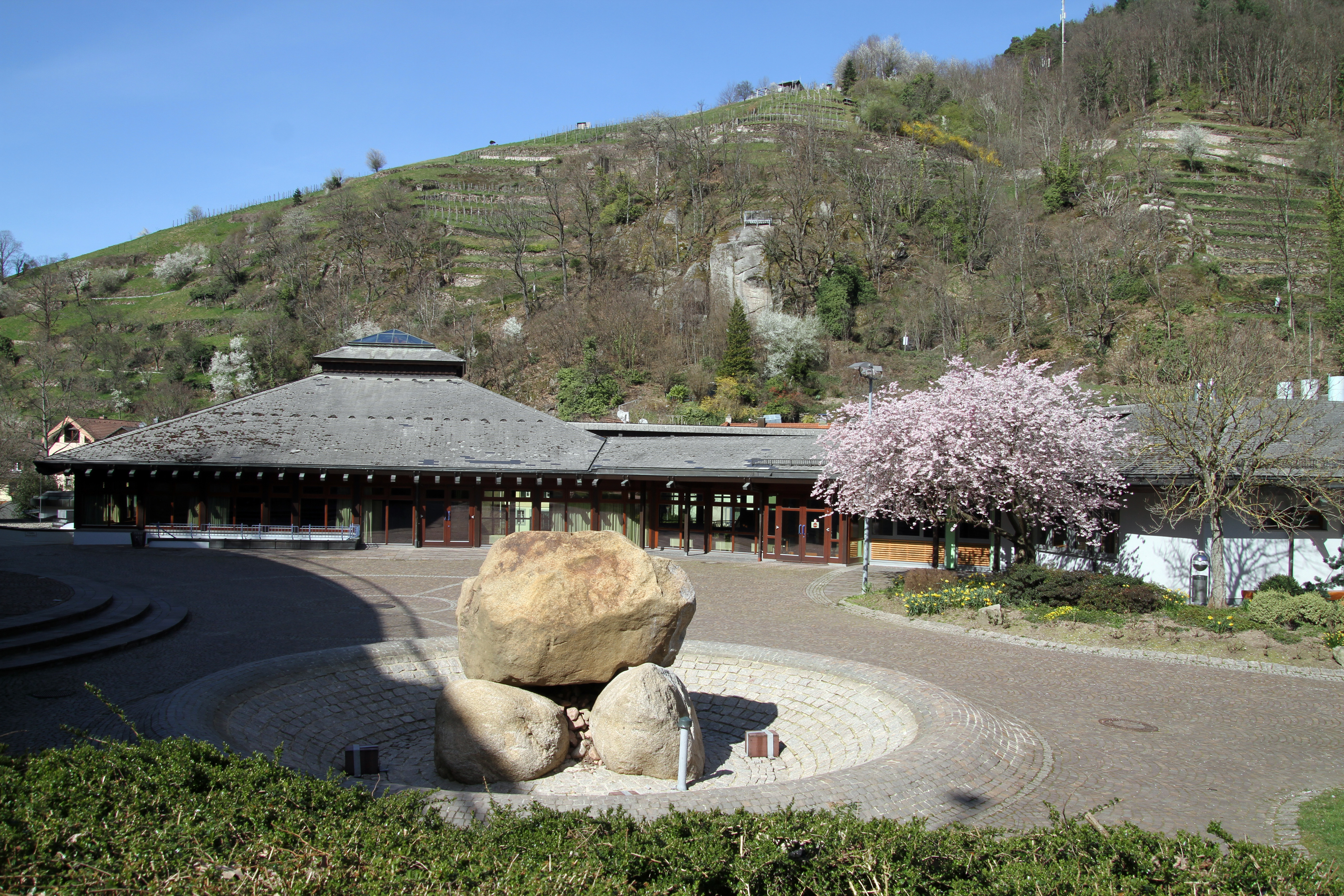
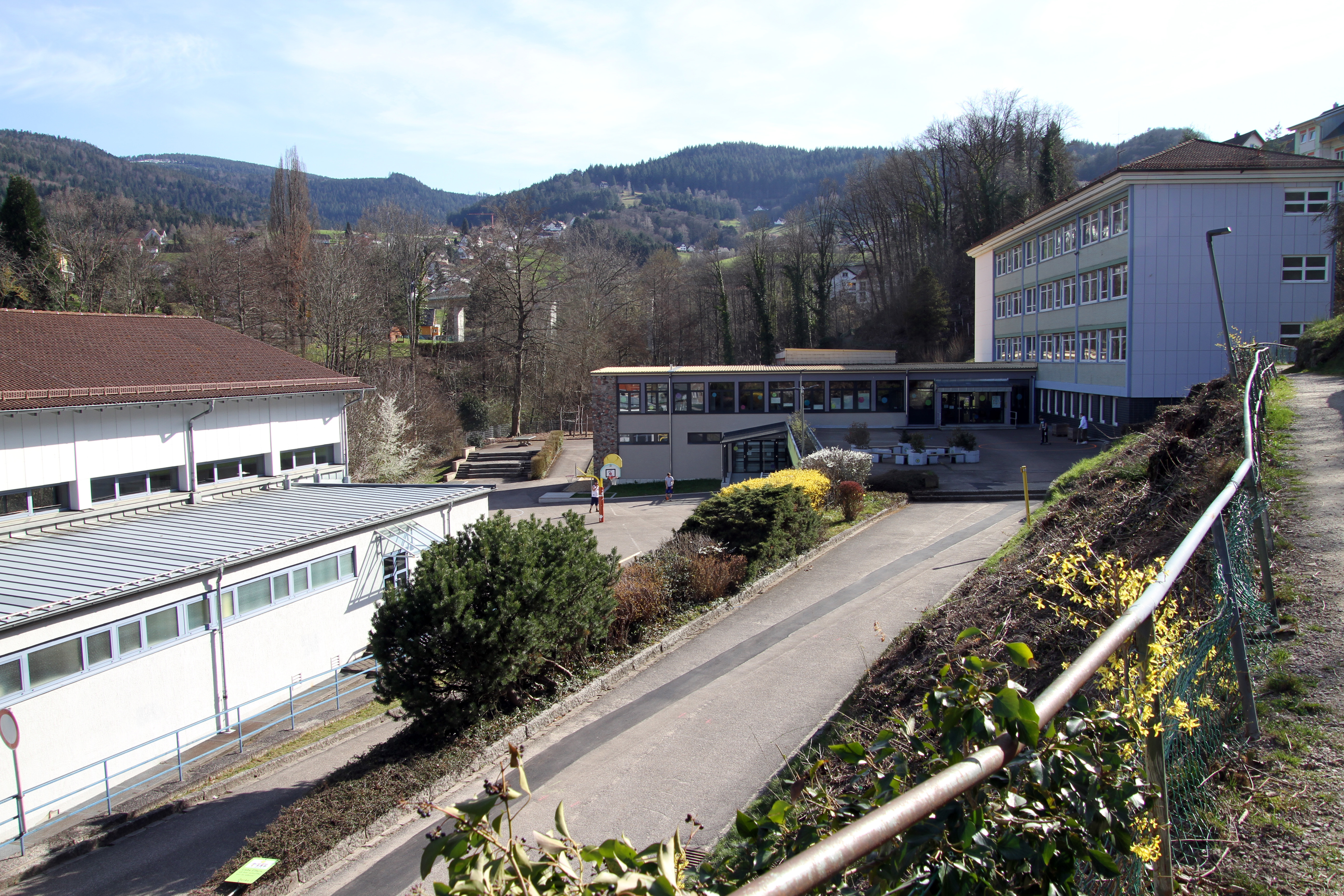
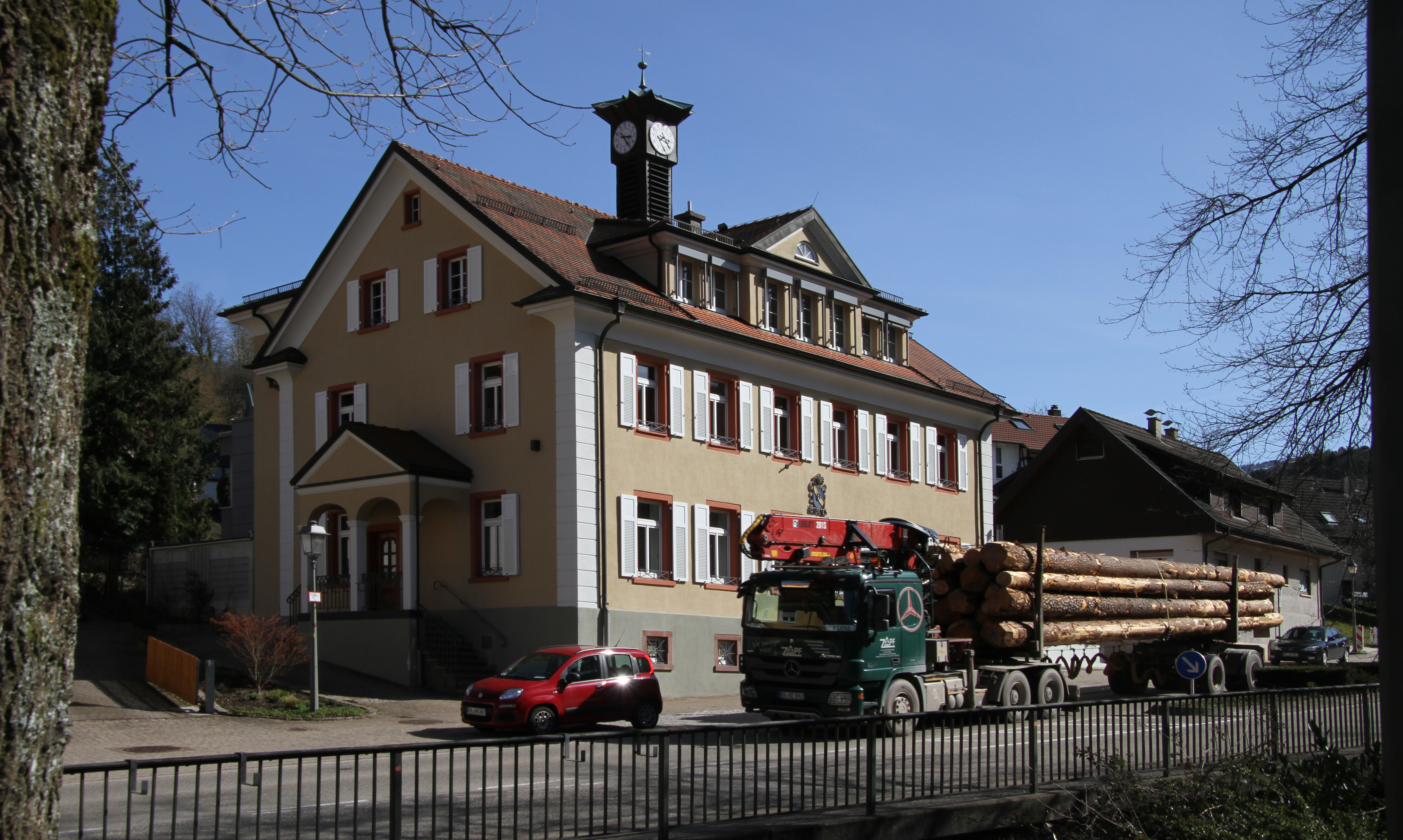
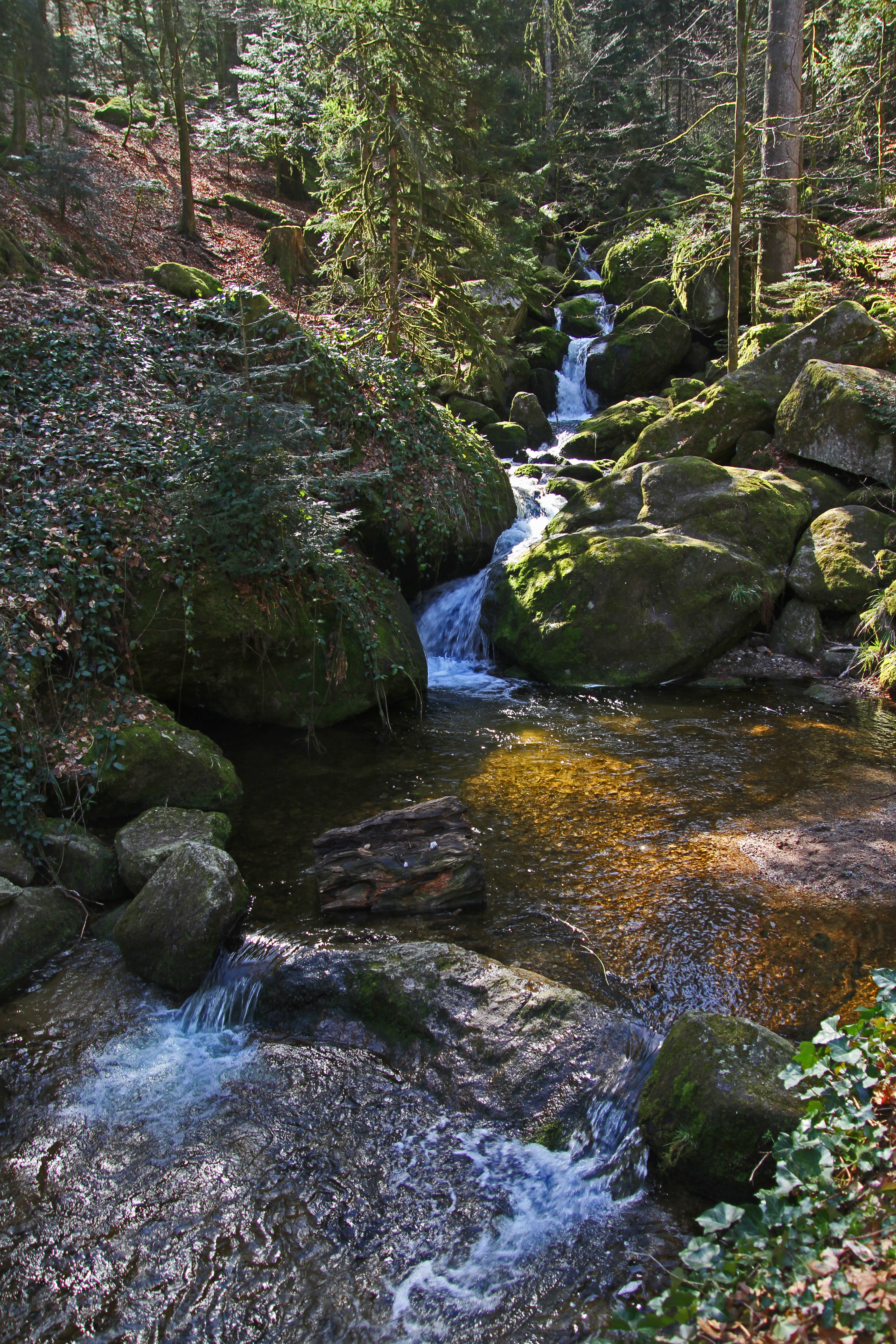